# Wisconsin Dells
Wisconsin Dells – miasto (city) w stanie Wisconsin w Stanach Zjednoczonych, położone nad rzeką Wisconsin.
Znajduje się ono na granicy czterech hrabstw: Columbia, Sauk, Adams oraz Juneau.
Miasto zostało założone w 1857 roku i początkowo nosiło nazwę Kilbourn City.
Jest ono popularnym ośrodkiem turystycznym, zwanym często "światową stolicą parków wodnych". Parki wodne oraz atrakcje turystyczne, krajoznawcze i wypoczynkowe powodują, ze miasto z populacją około 2000 osób zamienia się w stolicę wakacyjną Środkowego Zachodu.
Rocznie Wisconsin Dells jest odwiedzane przez 3 miliony Amerykanów.